# 3477 Казбеґі
3477 Казбеґі (3477 Kazbegi) — астероїд головного поясу, відкритий 19 травня 1979 року.
Тіссеранів параметр щодо Юпітера — 3,544.